# Leiophron reducta
Leiophron reducta är en stekelart som beskrevs av Sergey A. Belokobylskij 2000. Leiophron reducta ingår i släktet Leiophron och familjen bracksteklar. Inga underarter finns listade i Catalogue of Life.